# Tom Burridge
Tom Eustace Burridge (ur. 30 kwietnia 1881 w Pimlico w Londynie, zm. 16 września 1965 w Chatham) – brytyjski piłkarz. Jako zawodnik Upton Park F.C. reprezentował Wielką Brytanię na Letnich Igrzyskach Olimpijskich 1900 w Paryżu, z którą zdobył złoty medal.
Na igrzyskach Upton Park rozegrało jedno spotkanie, przeciwko reprezentującemu Francję Union des Sociétés Françaises de Sports Athlétiques (USFSA). Mecz zakończył się rezultatem 0:4 dla Brytyjczyków. Burridge rozegrał mecz w pełnym wymiarze czasowym, nie strzelając żadnej bramki.
W raporcie meczowym widnieje również pod nazwiskiem J.E. Barridge, jednakże na stronie internetowej Międzynarodowego Komitetu Olimpijskiego widnieje jako Tom Eustace Burridge.